# Gerhard Ertl
Gerhard Ertl, född 10 oktober 1936 i Bad Cannstatt, är en tysk fysiker. Han tilldelades 2007 års Nobelpris i kemi. Han är professor emeritus vid Fritz-Haber-Institut der Max-Planck-Gesellschaft i Berlin.

## Karriär
Ertl studerade vid universitetet i Stuttgart, universitetet i Paris och vid Münchens Ludwig-Maximilian-universitet. Han tog sin examen 1961 i Stuttgart och följde sin handledare till München. Där doktorerade han 1965 vid Tekniska universitetet på en avhandling om katalytisk oxidation av väte på kristallytor av germanium, och har därefter ägnat sig åt ytkemi. Han studerade ytstrukturer och reaktioner på kristallytor av koppar med elektrondiffraktion. Ertl blev professor i Hannover 1968, och i München 1973. Han blev direktör för Fritz-Haber-Institut 1986.
Ertl promoverades 2003 till hedersdoktor vid Chalmers tekniska högskola.
Han tilldelades 2007 års Nobelpris i kemi "för hans studier av kemiska processer på fasta ytor".

## Verk
Ertl ägnade sig på 1970-talet åt att reda ut reaktionsmekanismen för Haber-Boschprocessen, metoden att producera ammoniak ur väte och kväve, det första steget för att producera nitrater för konstgödsel. Reaktionen sker genom heterogen katalys på finfördelat järn, men mekanismen var okänd. Ertl studerade denna reaktion under kontrollerade förhållanden: på rena, släta ytor av stora järnkristaller i ultrahögvakuum och med många olika ytspektroskopiska metoder. Han lyckades visa att kvävemolkylens dissociation på järnytan är det långsammaste steget i mekanismen.